# Pierścienie Palla

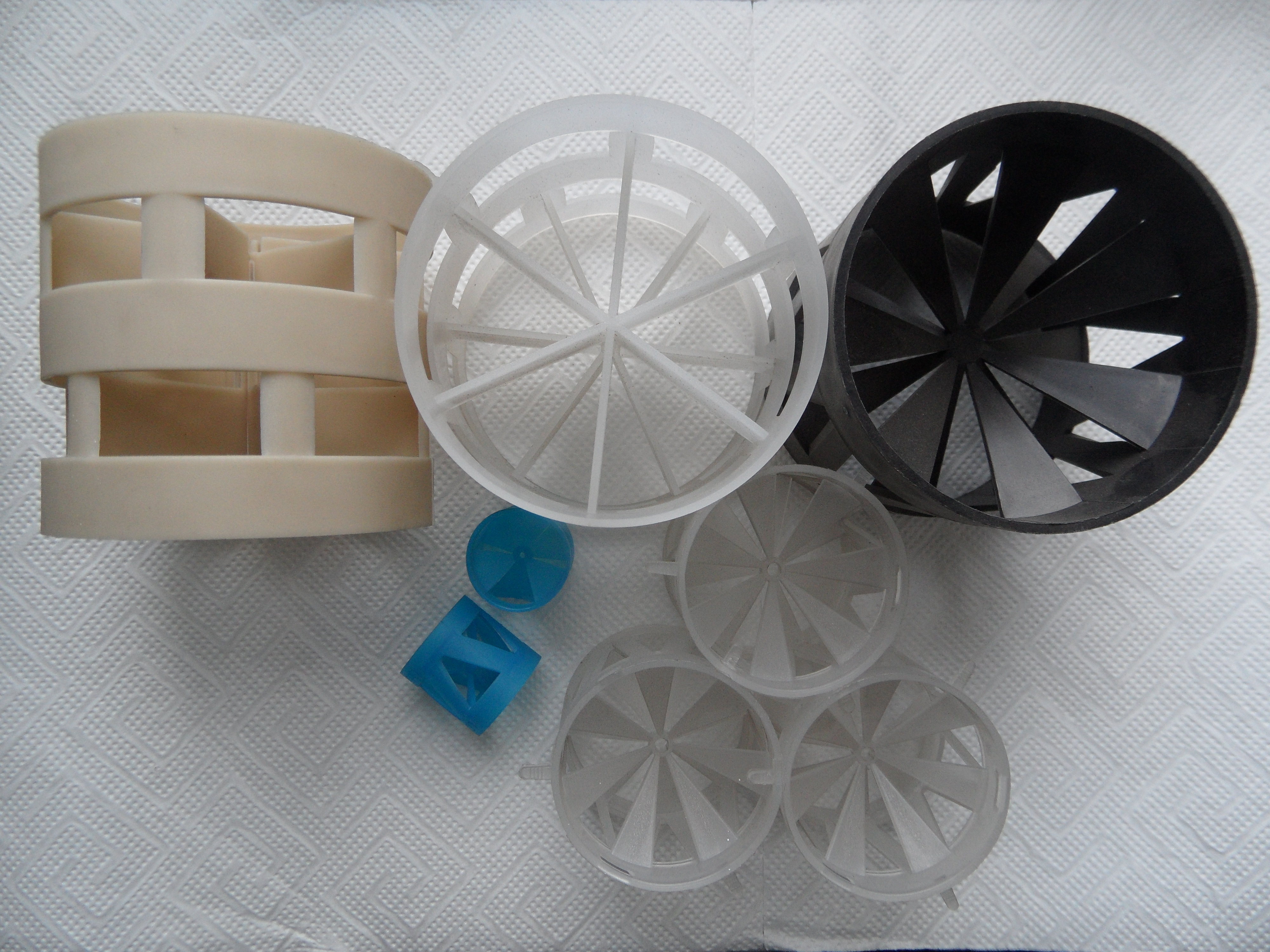
Pierścienie Palla (beżowy i duży biały) oraz pierścienie Białeckiego (pozostałe)

Pierścienie Palla – rodzaj wypełnienia kształtkowego wymienników masy, takich jak kolumna rektyfikacyjna lub kolumna absorpcyjna, stosowanych w instalacjach przemysłu chemicznego. Pierścienie Palla mają kształt perforowanych rurek o wysokości zbliżonej do zewnętrznej średnicy. Pierścienie wykonane są najczęściej ze stali lub tworzyw sztucznych (polipropylen), obojętnych chemicznie względem mediów przepływających przez kolumnę. Podobne w konstrukcji do pierścieni Białeckiego.
Pierścieni Palla używa się w celu zwiększenia efektywności procesów prowadzonych w kolumnach, poprzez rozwinięcie powierzchni międzyfazowej cieczy i gazu. Zakłada się, że skuteczność procesu absorpcji na wypełnieniu wykonanym z pierścieni Palla jest do 40-50% większa niż na wypełnieniu z pierścieni Raschiga.